# Glen Dawson (lekkoatleta)
Glen Wilson Dawson (ur. 1 sierpnia 1906 w Tulsie, zm. 19 stycznia 1968 tamże) – amerykański lekkoatleta, średnio- i długodystansowiec, dwukrotny olimpijczyk.

## Życiorys
Wystąpił w biegu na 3000 metrów z przeszkodami na igrzyskach olimpijskich w 1932 w Los Angeles. Dostał się do finału, w którym zajął 6. miejsce. Na kolejnych igrzyskach olimpijskich w 1936 w Berlinie zajął 8. miejsce w finale tej konkurencji.
Był wicemistrzem Stanów Zjednoczonych (AAU) w biegu na 3000 metrów z przeszkodami w 1936, brązowym medalistą na tym dystansie w 1932, a w 1933 zajął 4. miejsce. Zajął 4. miejsce w tych mistrzostwach w biegu na 1500 metrów w 1935. Był również halowym mistrzem USA w biegu na 1000 metrów w 1933 i 1935. W 1931 zajął 3. miejsce w biegu na milę w akademickich mistrzostwach USA (NCAA).
Zakończył karierę sportową w 1937 i zaczął prowadzić działalność gospodarczą.
Rekordy życiowe: 
- bieg na 1500 metrów – 3:56,8 (2 września 1936, Göteborg)
- bieg na milę – 4:17,4 (20 kwietnia 1934, Lawrence)
- bieg na 3000 metrów z przeszkodami – 9:15,0 (1 sierpnia 1932, Los Angeles)